# Abu Kir (zatoka)
Abu Kir (arab. خليج أبو قير, Chalidż Abu Kir) – zatoka Morza Śródziemnego położona pomiędzy przylądkiem Abu Kir a ujściem Rosetty (ramię Nilu), w Egipcie. W 1798 roku zatoka była miejscem bitwy morskiej pod Abukirem, w której flota brytyjska pod dowództwem kontradmirała Horatio Nelsona pokonała flotę francuską, ostatecznie przyczyniając się do wczesnego wycofania wojsk francuskich z Egiptu. Pole gazu ziemnego, odkryte na terenie zatoki pod koniec lat 70. XX wieku, dostarcza energii dla przemysłu wokół Aleksandrii.